# گل‌شکاف شکم‌خاکستری
گل‌شکاف شکم‌خاکستری (نام علمی: Diglossa carbonaria) نام یک گونه از سرده گل‌شکاف است.